# Pokémon Jet

Dos Pokémon Jets de All Nippon Airways, marzo de 2006.

Pokémon Jet (ポケモンジェット Pokémon jetto?) son una serie de aeronaves pertenecientes a las aerolíneas japonesas de All Nippon Airways con una imagen corporativa promocional de Pokémon. El exterior de la aeronave iba decorado con imágenes de diversos Pokémon y el interior también. El uso de estos motivos por parte de ANA finalizó en 2016, pero fue revivido por parte de Solaseed Air en 2020 y Air Do y Skymark Airlines en 2021. En 2022, Scoot fue la primera aerolínea no japonesa en contar con un Pokémon Jet, seguida de China Airlines y T'way Air, posteriormente. En 2023, ANA siguió con sus Pokémon Jets tras 7 años de ausencia.

## Historia
Tras la aparición de Pokémon en 1996 y su consiguiente fenómeno relacionado con su lanzamiento, All Nippon Airways presentó los primeros Pokémon Jets el 1 de julio de 1998, coincidiendo con el lanzamiento de la primera película de Pokémon. Los dos primeros en ser presentados fueron un Boeing 747-400 D (JA8965) y un Boeing 767-300 (JA8569), mostrando cada uno varios de los entonces 151 Pokémon, incluido Pikachu. Debido a la popularidad del avión, unas semanas después se presentó un segundo 767. Los tres aviones se introdujeron en numerosos vuelos nacionales en Japón. Un cuarto avión, Boeing 747-400, fue pintado con los colores de Pokémon en febrero de 1999 y la aerolínea lo llamó versión estadounidense, ya que fue puesto en servicio en la red norteamericana de la aerolínea. El avión era idéntico a los tres anteriores, excepto que las letras ANA se mantenían en el estabilizador vertical, y operó su primer vuelo al Aeropuerto Internacional JFK de la ciudad de Nueva York el 24 de febrero de 1999.
All Nippon Airways anunció en marzo de 1999 que se pintaría un quinto avión con patrocinio de Pokémon y se llevó a cabo un concurso en el que participaron niños de entre seis y doce años. El anuncio se hizo coincidir con el lanzamiento de Pokémon 2000 en Japón en verano de 1999. El diseño ganador se presentó en Osaka el 20 de junio de 1999 en un Boeing 747-400D (JA8964), y el mismo diseño apareció poco después en dos Boeing 767-300 (JA8288 y JA8357).
En 2011, un Boeing 777-300 (JA754A) fue pintado con personajes de los videojuegos de Pokémon Blanco y Negro. All Nippon Airways originalmente tenía la intención de permitir que los niños votaran sobre el diseño de este Pokémon Jet, pero el evento de votación fue cancelado a causa del terremoto y tsunami de Tōhoku de 2011. El avión fue denominado Peace Jet, ya que su diseño pretende expresar el deseo de un mundo lleno de paz. Este Pokémon Jet entró en servicio en la red nacional de la aerolínea el 18 de julio de 2011, apenas dos días después de que se estrenaran las películas de Victini y Zekrom y Victini y Reshiram se estrenaran en los cines de Japón.
El 8 de octubre de 2013, las aeronaves de matrículas JA8956 y JA8957 se retiraron simultáneamente como parte del plan de la aerolínea de retirar todos los Boeing 747, dejando al JA754A como el único Pokémon Jet en servicio.
El 14 de abril de 2016, la temática Pokémon de JA754A se eliminó y se volvió a pintar con una imagen corporativa estándar de ANA, sin dejar ningún jet Pokémon en funcionamiento desde 2016 hasta finales de 2020.
El 19 de diciembre de 2020, Solaseed Air inauguró un Boeing 737-800 (JA812X) con un diseño de Exeggutor, convirtiéndolo en el primer avión con temática Pokémon que presenta una sola especie de Pokémon, en lugar de un conjunto. Solaseed Air tiene su sede en el Aeropuerto de Miyazaki, en la ciudad de Miyazaki (Japón); que convirtió a Exeggutor en su patrocinador Pokémon oficial en octubre de 2020.
El 21 de junio de 2021, Skymark Airlines inauguró un Boeing 737-800 (JA73AB) con decoración de Pikachu, titulado «Pokémon Air Adventures». Skymark Airlines quiere utilizar a Pikachu para ayudar a promover el turismo en Okinawa. Cuando los pasajeros suben a bordo de este avión, además de encontrarse asientos y tripulación de cabina con temática de Pokémon, reciben una bienvenida con la canción del Centro Pokémon de Pokémon Espada y Escudo. También hay tazas (y artículos) con temática de Pokémon y KitKats especiales de edición limitada como parte del servicio de refrigerios a bordo, e incluso los tornos de acceso están decorados con temática y los colores de Pikachu.Además, durante un tiempo limitado, los jugadores japoneses de Pokémon Go podrían encontrar un Pikachu especial con una camiseta de Kariyushi en los aeropuertos de la ruta que sirve el avión.
En 19 de noviembre de 2021, Air Do inauguraó un Boeing 767-300 (JA607A) con una imagen corporativa de Vulpix, apodado «Rokon Jet». La aerolínea planeó utilizar una imagen especial durante 5 años y dar servicio en diciembre de 2021. El diseño consistió en ambas formas de Vulpix, una por cada lado: en el lado la puerta el Vulpix de Alola y en el otro el Vulpix de Kanto.
El 30 de mayo de 2022, Skymark Airlines presentó un segundo Pokémon Jet en otro Boeing 737-800 (JA73NG) llamado «Pikachu Jet BC2». Operará en rutas entre Okinawa, Naha y Simojishima, y permanecerá en servicio con esta decoración especial durante cinco años.
El 17 de julio de 2022, Scoot presentó un Boeing 787-9 (9V-OJJ) pintado con los colores de Pokémon, convirtiéndose en la primera aerolínea no japonesa en presentar un Pokémon Jet.
El 30 de septiembre de 2022, China Airlines presentó un Airbus A321neo (B-18101) con una pintura de Pokémon llamada «Pikachu Jet CI», convirtiéndose en la segunda aerolínea no japonesa en presentar un Pokémon Jet, así como el primer avión Airbus en presentar un diseño con temática Pokémon. Operará vuelos a varias ciudades japonesas desde su base en Taiwán.
El 28 de diciembre de 2022, T'way Air presentó un Boeing 737-800 (HL8306) con una imagen de Pokémon llamado «Pikachu Jet TW», convirtiéndose así en la tercera aerolínea no japonesa en introducir un Pokémon Jet. El avión operará vuelos a Japón y Taiwán desde su base en Corea del Sur.
El 26 de marzo de 2023, All Nippon Airways presentó un Boeing 787-9 (JA894A) con una imagen corporativa de Pokémon llamada «Pikachu Jet NH». Es su primer diseño de Pokémon desde 2016. Operará en varias rutas internacionales desde su base en el aeropuerto Haneda de Tokio y permanecerá en servicio con esta decoración especial durante cinco años.
El 18 de enero de 2023, Solaseed Air inauguró un Boeing 737-800 (JA803X) con un diseño de Pokémon llamado «Nassy Jet Miyazaki», con Exeggutor y un diseño de naturaleza tropical.
El 22 de febrero de 2024, Garuda Indonesia presentó un Boeing 737-800 (PK-GMU) con personajes de Pokémon de agua en el avión, convirtiéndose en la cuarta aerolínea no japonesa en introducir un avión Pokémon.
El 25 de junio de 2023, All Nippon Airways presentó un Boeing 777-300ER (JA784A) con una imagen de Pokémon pintada llamado «Eevee Jet NH». Operará en rutas de vuelos de larga distancia de EE. UU. y Londres desde su base en el aeropuerto Haneda de Tokio.

## Experiencia y respuesta de los pasajeros
Los pasajeros de los Pokémon Jets reciben una experiencia Pokémon completa. Los aviones y las tripulaciones de vuelo están decorados con temática de Pokémon, incluidos reposacabezas, uniformes de azafatas, contenedores de comida, entretenimiento a bordo y bolsas de recuerdos. All Nippon Airways informó que un aumento en el número de pasajeros transportados como resultado de la operación de los Pokémon Jets.

## Lista de aviones Pokémon
| Foto | Aerolínea                      | Aeronave         | Matrícula | Año de lanzamiento | Año de fin de imagen      | Año de fin de servicio de areonave | Fuselaje de morro a cola                                                     | Planos de morro a cola                                                                     |
| ---- | ------------------------------ | ---------------- | --------- | ------------------ | ------------------------- | ---------------------------------- | ---------------------------------------------------------------------------- | ------------------------------------------------------------------------------------------ |
|      | All Nippon Airways             | Boeing 747-481D  | JA8965    | Junio de 1998      | c. 2001                   | Junio de 2013                      | Clefairy, Pikachu, Togepi, Mew, Mewtwo, Snorlax                              | Jigglypuff, Pikachu, Psyduck, Squirtle, Bulbasaur                                          |
|      | All Nippon Airways             | Boeing 767-381   | JA8569    | Junio de 1998      | Febrero de 2000           | Diciembre de 2008                  | Clefairy, Pikachu, Togepi, Mew, Mewtwo, Snorlax                              | Jigglypuff, Pikachu, Psyduck, Squirtle, Bulbasaur                                          |
|      | All Nippon Airways             | Boeing 767-381   | JA8578    | Julio de 1998      | Marzo de 2000             | Agosto de 2017                     | Clefairy, Pikachu, Togepi, Mew, Mewtwo, Snorlax                              | Jigglypuff, Pikachu, Psyduck, Squirtle, Bulbasaur                                          |
|      | All Nippon Airways             | Boeing 747-481   | JA8962    | Junio de 1999      | Mayo de 2006              | Diciembre de 2010                  | Clefairy, Pikachu, Togepi, Mew, Mewtwo, Snorlax                              | Jigglypuff, Pikachu, Psyduck, Squirtle, Bulbasaur                                          |
|      | All Nippon Airways             | Boeing 747-481D  | JA8964    | Junio de 1999      | Febrero de 2006           | Octubre de 2011                    | Pikachu, Marill, Dratini, Lapras, Slowpoke, Horsea                           | Togepi, Pikachu, Jigglypuff, Ledyba, Elekid, Meowth                                        |
|      | All Nippon Airways             | Boeing 767-381   | JA8288    | Junio de 1999      | Febrero de 2006           | Septiembre de 2014                 | Pikachu, Marill, Dratini, Lapras, Slowpoke, Horsea                           | Togepi, Pikachu, Jigglypuff, Ledyba, Elekid, Meowth                                        |
|      | All Nippon Airways             | Boeing 767-381   | JA8357    | Junio de 1999      | Febrero de 2001           | Febrero de 2016                    | Pikachu, Marill, Dratini, Lapras, Slowpoke, Horsea                           | Togepi, Pikachu, Jigglypuff, Ledyba, Elekid, Meowth                                        |
|      | All Nippon Airways             | Boeing 747-481D  | JA8957    | Mayo de 2004       | Octubre de 2013           | Noviembre de 2013                  | Celebi, Plusle, Minun, Deoxys, Torchic, Munchlax, Jirachi, Latios, Latias    | Mew, hermanos Pichu, Treecko, Mudkip, Meowth, Lugia, Entei                                 |
|      | All Nippon Airways             | Boeing 747-481D  | JA8956    | Noviembre de 2004  | Octubre de 2013           | Noviembre de 2013                  | Pikachu, hermanos Pichu, Mew, Wynaut, Azurill, Castform, Bellossom           | Pikachu, Minun, Plusle, Skiploom, Oddish, Igglybuff, Trapinch, Skiploom, Munchlax, Roselia |
|      | All Nippon Airways             | Boeing 777-381   | JA754A    | Julio de 2011      | Mayo de 2016              | N/A                                | Oshawott, Pikachu, Victini, Zekrom, Darumaka, Pansage, Scraggy               | Tepig, Pikachu, Snivy, Reshiram, Meowth, Axew, Munna                                       |
|      | Solaseed Air                   | Boeing 737-86N   | JA812X    | Diciembre de 2020  | Septiembre de 2022        | N/A                                | Exeggutor de Alola (×4)                                                      | Exeggutor (×3)                                                                             |
|      | Skymark Airlines               | Boeing 737-86N   | JA73AB    | Junio de 2021      | N/A (para 2026)           | N/A                                | Pikachu (×5)                                                                 | Pikachu (×5)                                                                               |
|      | Air Do                         | Boeing 767-381ER | JA607A    | Diciembre de 2021  | N/A (para verano de 2026) | N/A                                | Vulpix de Alola (×4)                                                         | Vulpix (×4)                                                                                |
|      | Skymark Airlines               | Boeing 737-86N   | JA73NG    | Mayo de 2022       | N/A (para verano de 2027) | N/A                                | Shaymin forma cielo, Wailord, Pikachu, Magikarp                              | Pikachu, Wailord, Shaymin forma cielo, Corsola                                             |
|      | Scoot                          | Boeing 787-9     | 9V-OJJ    | Julio de 2022      | N/A (para 2027)           | N/A                                | Pichu, Pikachu, Shaymin forma cielo, Psyduck, Celebi, Lapras                 | Pikachu, Celebi, Pichu, Psyduck, Meganium, Lapras                                          |
|      | China Airlines                 | Airbus A321neo   | B-18101   | Septiembre de 2022 | N/A (para 2027)           | N/A                                | Pikachu, Jigglypuff, Snorlax, Munna, Slowpoke, Swablu                        | Pikachu, Togekiss, Snorlax, Teddiursa, Shaymin forma cielo                                 |
|      | T'way Air                      | Boeing 737-8AS   | HL8306    | Diciembre de 2022  | N/A (para 2027)           | N/A                                | Pikachu, Shaymin forma cielo, Squirtle, Eevee, Meloetta, Bulbasaur           | Pikachu, Charmander, Arcanine, Meloetta, Jigglypuff                                        |
|      | Solaseed Air                   | Boeing 737-86N   | JA803X    | Marzo de 2023      | N/A (para 2026)           | N/A                                | Exeggutor de Alola (×3), Wingull, Exeggutor (×4), Raichu de Alola, Exeggcute | Raichu de Alola, Exeggutor de Alola (×4), Exeggutor (×4), Bellossom, Mantine               |
|      | All Nippon Airways (Air Japan) | Boeing 787-9     | JA894A    | Junio de 2023      | N/A (para 2028)           | N/A                                | Vivillon (×4), Rayquaza, Celebi, Emolga, Rowlet, Charizard                   | Vivillon (×4), Togekiss, Pikachu, Rayquaza, Latios, Latias, Corviknight                    |
|      | All Nippon Airways             | Boeing 777-381ER | JA784A    | Septiembre de 2023 | N/A (para 2028)           | N/A                                | Eevee, Jolteon, Flareon, Vaporeon, Espeon, Umbreon                           | Pikachu, Eevee, Sylveon, Leafeon, Glaceon                                                  |
|      | Garuda Indonesia               | Boeing 737-8U3   | PK-GMU    | Febrero de 2024    | N/A (posiblemente 2029)   | N/A                                | Finneon, Squirtle, Horsea, Mantine, Butterfree, Pikachu                      | Aipom, Vileplume, Oddish, Eevee, Pikachu, Bounsweet                                        |